# Sân bay Tanjung Harapan
Sân bay Tanjung Harapan (IATA: TJS, ICAO: WALG) là một sân bay ở Tanjung Selor, Đông Kalimantan, Indonesia. Sân bay này nằm trên đảo Kalimantan, cũng gọi Borneo. Sân bay Tanjung Harapan có 1 đường cất hạ cánh dài 1207 m do đó, nó trở thành 1850 m rải nhựa đường.

## Các hãng hàng không và các tuyến điểm
- Dirgantara Air Services (Berau, Samarinda, Tarakan)